# حصار صفاقس (1059)
حصار صفاقس (1059) هو نزاع حصل بين قبائل بنو هلال و حمو بن مليل البرغواطي. كان والي صفاقس في عهد المعز بن باديس هو منصور أفروم البرغواطي، و كان رجلاً شجاعاً و فارساً معروفاً، و استمر في الولاء للمعز حتى عندما دخل العرب القيروان و انسحب الزيريون للمهدية، و لكن دوام الحال من المحال، فأراد الاستقلال بصفاقس كما فعل ابن الرند صاحب قفصة مثلا، و بدأ يؤسس تحالفات و صداقات مع العرب و يتقرب لهم، لكن مشروعه انتهى قبل أن يبدأ، فاغتاله ابن عمّه حمّو بن مليل البرغواطي في الحمّام يوم السبت أو الخميس 2 شوال 451 هجري / 11 أو 12 نوفمبر 1059، الا أن حلفاء منصور لم يتركوا الأمر يمر هكذا، و حاصروا صفاقس بشدّة، فسألهم حمّو اذا جائوا للثأر، فردوا: نحن لا ندخل بينكم في الدماء ، وإنما غرضنا الأموال. فأرضاهم بما أرادوه من المال ثم بدأ عصياناً على الباديسيين.